# Судзукі Томоко
Судзукі Томоко (яп. 鈴木 智子; нар. 26 січня 1982, Канаґава, Японія) — японська футболістка, нападниця, виступала в збірній Японії.

## Клубна кар'єра
Судзукі народилася 26 січня 1982 року в префектурі Канаґава. Після завершення школи, у 2000 році приєдналася до «Тасакі Перуле» У 2008 році перейшла до «ІНАК Леонесса» (згодом — «ІНАК Кобе Леонесса»). Завершила футбольну кар'єру у 2009 році.

## Кар'єра в збірній
Дебютувала у національній збірній Японії 12 січня 2003 року в поєдинку проти США. З 2003 по 2005 рік Томоко у футболці збірної зіграла 3 матчі, в яких відзначилася 2-а голами.

## Досягнення
- Чемпіонат Японії
  -  Чемпіон (1): 2003

## Статистика виступів у збірній
| жіноча національна збірна Японії | жіноча національна збірна Японії | жіноча національна збірна Японії |
| Рік                              | Матчі                            | Голи                             |
| -------------------------------- | -------------------------------- | -------------------------------- |
| 2003                             | 2                                | 2                                |
| 2004                             | 0                                | 0                                |
| 2005                             | 1                                | 0                                |
| Загалом                          | 3                                | 2                                |